# Julius Urgiß

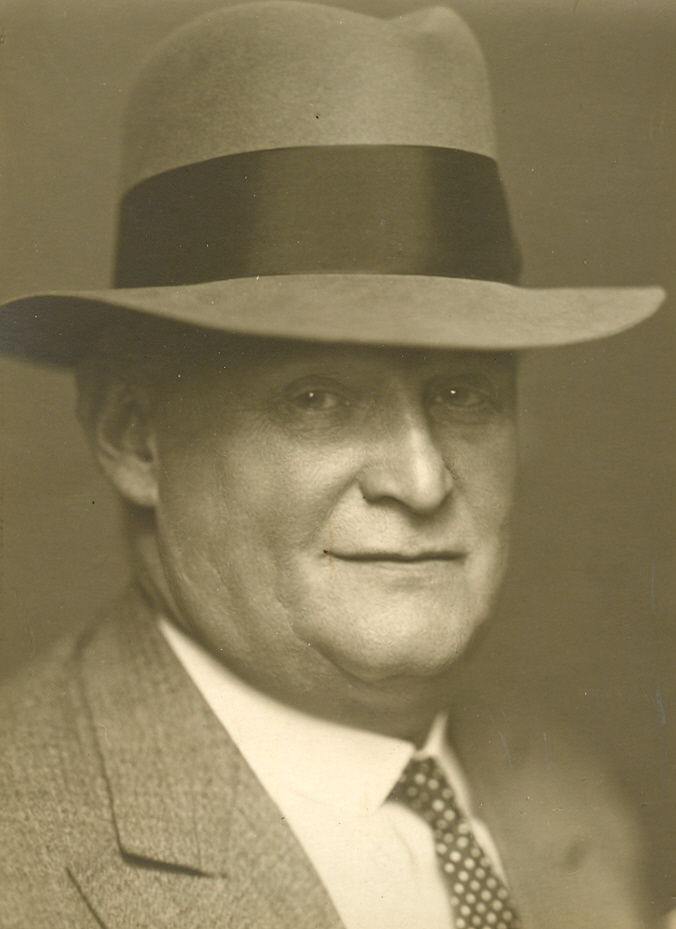
Julius Urgiß

Julius Urgiß, auch Julius Urgiss (* 6. August 1873 in Anklam; † 12. März 1948 in New York City) war ein deutscher Drehbuchautor.

## Leben
Urgiß begann als Verfasser unterschiedlicher Literaturbeiträge. Bei der Berliner Filmfachzeitschrift Der Kinematograph arbeitete er als leitender Journalist und schrieb Filmkritiken. Von ihm stammt eine Biografie über den Stummfilmstar Henny Porten.
1917 begann mit Der Trompeter von Säckingen seine Karriere als Drehbuchautor. Von 1919 an kooperierte Julius Urgiß sieben Jahre mit seinem Kollegen Max Jungk, ab 1928 bildete er mit Friedrich Raff ein Tandem. Urgiß lieferte für das Kino Komödien, Dramen, Historienstoffe und Literaturadaptionen. Nach der Machtübernahme der Nationalsozialisten 1933 emigrierte er aus Deutschland und lebte zuletzt in New York.

## Filmografie
- 1918: Der Trompeter von Säckingen
- 1918: Des Vaters Schuld
- 1919: Maria
- 1919: Morphium
- 1919: Die Sekretärin des Gesandten
- 1919: Störtebeker
- 1920: Herztrumpf
- 1920: Whitechapel. Eine Kette von Perlen und Abenteuern
- 1920: Uriel Acosta
- 1921: Der Erbe der van Diemen
- 1921: Fräulein Julie
- 1921: Eine Frau mit Vergangenheit
- 1921: Hannerl und ihre Liebhaber
- 1921: Kinder der Finsternis, 1. Teil: Der Mann aus Neapel
- 1922: Kinder der Finsternis, 2. Teil: Kämpfende Welten
- 1922: Sünden von gestern
- 1922: Der Strom
- 1922: Sodoms Ende
- 1922: Sie und die Drei
- 1922: Brigantenrache
- 1922: Der Fluch des Schweigens
- 1922: Die Tigerin
- 1922: Der Liebesroman des Cesare Ubaldi
- 1923: Die Straße
- 1923: Schlagende Wetter
- 1923: Der Menschenfeind
- 1924: Die Bacchantin
- 1924: Die Stimme des Herzens
- 1924: Nanon
- 1924: Zwei Menschen
- 1924: Der Sturz ins Glück
- 1925: Im Namen des Kaisers
- 1925: Bismarck, 1. Teil
- 1926: Spitzen
- 1926: Die elf Schill’schen Offiziere
- 1926: Deutsche Herzen am deutschen Rhein
- 1926: Frauen der Leidenschaft
- 1927: Da hält die Welt den Atem an
- 1928: Hurrah! Ich lebe!
- 1928: Der gefesselte Polo
- 1929: Der Kampf um den Mann
- 1929: Hütet Euch vor leichten Frauen
- 1929: Mutterliebe
- 1929: Auf der Reeperbahn nachts um halb eins
- 1930: Bockbierfest
- 1930: Der keusche Joseph
- 1930: Skandal um Eva
- 1930: Der Detektiv des Kaisers
- 1930: Der Witwenball
- 1930: Wenn Du noch eine Heimat hast
- 1930: Geld auf der Straße
- 1930: Kohlhiesels Töchter
- 1931: Luise, Königin von Preußen
- 1931: Panik in Chicago
- 1933: Ich will Dich Liebe lehren